# Scissura calcarina
La scissura calcarina (o solco calcarino) è una zona anatomica localizzata ai bordi caudale e mediale della superficie centrale del cervello. È un solco completo il cui nome viene dal latino "calcar", che significa "sperone".